# 3 Body Problem
3 Body Problem ist eine US-amerikanische Science-Fiction-Serie, die auf der Trisolaris-Trilogie des chinesischen Schriftstellers Liu Cixin basiert und von David Benioff, D. B. Weiss und Alexander Woo entwickelt wurde. Die von Netflix produzierte Serie wurde am 21. März 2024 veröffentlicht. Im Mai 2024 wurde die Serie um eine zweite und dritte Staffel verlängert.

## Prämisse
Während der chinesischen Kulturrevolution (1966–1976) erlebt die Astrophysikerin Ye Wenjie die brutale Ermordung ihres Vaters und wird anschließend aufgrund ihres wissenschaftlichen Hintergrundes auf eine abgelegene und geheime Radarbasis ins ländliche China verbannt. Nachdem sie Gelegenheit findet, eine Nachricht ins Weltall zu senden, erhält sie Jahre später eine unerwartete Antwort. Ye Wenjie entscheidet sich, die erhaltene Warnung vor weiterer Kommunikation zu ignorieren, und fordert die außerirdische Zivilisation der Trisolarier auf, die Erde zu besuchen. Gemeinsam mit dem US-Milliardär und Umweltaktivisten Mike Evans baut sie eine geheime Organisation auf, mit deren Hilfe die Trisolarier ihre Hunderte Jahre in der Zukunft liegende Ankunft vorbereiten. Die Menschheit steht damit ihrer bisher größten Bedrohung gegenüber, sie hat aber auch Jahrhunderte Zeit, sich auf die Abwehr einer absehbaren Invasion einzustellen. Weltweit beginnen Behörden, Wissenschaftler und Militärs, gemeinsam daran zu arbeiten, die menschliche Zivilisation mit Innovation und Strategie vor den Konsequenzen des Eintreffens der Trisolarier zu beschützen.

## Produktion
Im September 2020 wurde angekündigt, dass David Benioff und D. B. Weiss eine Adaption des Science-Fiction-Romans Die drei Sonnen für Netflix entwickeln werden, wobei Alexander Woo als Koautor beteiligt ist.
Im August 2021 begannen Gespräche um die Besetzung von Eiza González. Im selben Monat wurde Derek Tsang als Regisseur der ersten Episode verpflichtet. Eiza González wurde im Oktober für die Besetzung bestätigt, ebenso Benedict Wong, Tsai Chin, John Bradley West, Liam Cunningham und Jovan Adepo. Im Juni 2022 kamen noch Jonathan Pryce, Rosalind Chao, Ben Schnetzer und Eve Ridley zur Besetzung hinzu.
Die Produktion der Serie begann am 8. November 2021 im Vereinigten Königreich und China.

## Besetzung und Synchronisation
Die Synchronisation der Serie wurde bei der FFS Film- & Fernseh-Synchron nach einem Dialogbuch und unter der Dialogregie von Jan Odle erstellt.

### Hauptfiguren
| Rolle              | Darsteller                                      | Synchronsprecher                                  |
| ------------------ | ----------------------------------------------- | ------------------------------------------------- |
| Raj Varma          | Saamer Usmani                                   | Benedikt Gutjan                                   |
| Jin Cheng          | Jess Hong                                       | Regina Beckhaus                                   |
| Saul Durand        | Jovan Adepo                                     | Sebastian Pappenberger                            |
| Sophon             | Sea Shimooka                                    | Sophie Rogall                                     |
| Ye Wenjie          | Zine Tseng (jung) Rosalind Chao (erwachsen)     | Nadja Sabersky (jung) Carin C. Tietze (erwachsen) |
| Shi Qiang (Da Shi) | Benedict Wong                                   | Alexander Brem                                    |
| Jack Rooney        | John Bradley West                               | Dominik Auer                                      |
| Augustina Salazar  | Eiza González                                   | Leslie-Vanessa Lill                               |
| Will Downing       | Alex Sharp                                      | Felix Auer                                        |
| Thomas Wade        | Liam Cunningham                                 | Martin Umbach                                     |
| Tatiana Haas       | Marlo Kelly                                     | Zina Laus                                         |
| Mike Evans         | Ben Schnetzer (jung) Jonathan Pryce (erwachsen) | Julian Bayer (jung) Lutz Riedel (erwachsen)       |

### Nebenfiguren
| Rolle                | Darsteller     | Synchronsprecher  |
| -------------------- | -------------- | ----------------- |
| Omar Khayyam         | Jason Forbes   |                   |
| Thelma               | Stacy Abalogun |                   |
| Folgende             | Eve Ridley     | Zoe Durakovic     |
| UN-Generalsekretärin | CCH Pounder    | Dorothea Anzinger |

## Episodenliste
| Nr. | Deutscher Titel     | Originaltitel             | Erstveröffentlichung USA | Deutschsprachige Erstveröffentlichung (D/A/CH) | Regie          | Drehbuch                                   |
| --- | ------------------- | ------------------------- | ------------------------ | ---------------------------------------------- | -------------- | ------------------------------------------ |
| 1 | Countdown           | Countdown                 | 21. März 2024            | 21. März 2024                                  | Derek Tsang    | David Benioff, D. B. Weiss & Alexander Woo |
| Im Jahr 1967 erlebt die Astrophysikerin Ye Wenjie während der Kulturrevolution an der Tsinghua-Universität die Ermordung ihres als konterrevolutionär geltenden Vaters und muss wegen ihres ebenfalls verfallenen Rufes anschließend in einer auf Holzwirtschaft spezialisierten Arbeitsbrigade in der inneren Mongolei arbeiten. Dabei verliebt sie sich in den Journalisten Bai Mulin, welcher ihr eine Ausgabe des als konterrevolutionär geltenden Buches Der stumme Frühling übergibt, in welchem die Auswirkung des Einsatzes von Pestiziden gegen Ungeziefer auf die Natur geschildert werden. Beide sind sich einig, dass der menschliche Zerstörungswahn nicht weitergehen kann. Als das Buch bei Ye Wenjie gefunden wird, verzichtet sie auf den Verrat von Bai Mulin. Um ihre Schuld abzuarbeiten, wird sie aufgrund ihrer dort benötigten physikalischen Kenntnisse zur geheimen Militärbasis Rotes Ufer gebracht. Ye Wenjie bemerkt eine Modulation der angeblich zur Zerstörung feindlicher Satelliten bestimmten Signale und erkennt deren wahren Zweck, bevor ihre Vorgesetzten sie offiziell einweihen. Im Jahr 2024 häufen sich die Suizide von angesehenen Wissenschaftlern, darunter ebenfalls der von Ye Wenjies Tochter Vera Ye. Bei ihrer Beerdigung fotografiert der Polizist Clarence „Da“ Shi den nur selten öffentlich auftretenden Ölmagnaten Mike Evans. Studenten von Vera Ye von der University of Oxford kommen dabei ebenfalls wieder zusammen, darunter der Teilchenphysiker Saul Durand, die Nanophysikerin Augustina „Auggie“ Salazar, die theoretische Physikerin Jin Cheng mit ihrem neuen Freund, dem Marineoffizier Raj Varma, sowie die Studienabbrecher Jack Rooney und Will Downing. Auggie Salazar beginnt einen mysteriösen Countdown zu sehen und wird von der ihr unbekannten Tatiana aufgefordert, ihre Forschung einzustellen sowie in der nächsten Nacht in den Himmel zu sehen. Zusammen mit Saul Durand beobachtet sie dabei, wie der gesamte Nachthimmel flackert. |                     |                           |                          |                                                |                |                                            |
| 2 | Rotes Ufer          | Red Coast                 | 21. März 2024            | 21. März 2024                                  | Derek Tsang    | Rose Cartwright                            |
| Im Jahr 1973 entdeckt Ye Wenjie auf der geheimen Militärbasis Rotes Ufer die tausendfache Verstärkung von Radiosignalen durch die Konvektionszone der Sonne. Aufgrund eines Verbots wegen der politischen Symbolik der roten Sonne für den Kommunismus schickt sie heimlich eine Nachricht. Auf der Suche nach einem Standort für eine zweite Basis trifft sie den radikalen Umweltaktivisten Mike Evans, welcher ihre Überzeugungen über die zerstörerische Natur der Menschheit teilt. Im Jahr 1977 trifft eine Reaktion eines außerirdischen Pazifisten auf ihre Nachricht ein (alternatives Wow!-Signal), welche sie davor warnt, zu antworten, da andernfalls ihre Welt erobert werden würde. Dennoch antwortet Ye Wenjie mit der verzweifelten Hoffnung auf eine Umgestaltung der Menschheit. Im Jahr 2024 beendet Auggie ihre gesamte Forschung an sogar durch Diamant schneidenden Nanofasern, wodurch der Countdown verschwindet. Da Shi zeigt ihr, dass Tatiana während ihrer Begegnung zwar nicht auf den Überwachungsaufnahmen zu sehen ist, glaubt ihr jedoch trotzdem. Ihre Freundin Jin Cheng bekommt von Ye Wenjie ein silbernes Headset von Vera Ye, mit welchem diese vor ihrem Tod oft ein Videospiel in einer virtuellen Realität spielte. Dieses ist der aktuellen Technologie um Jahrzehnte voraus. Jin Cheng ist schockiert von dem Realismus und zeigt es Jack Rooney, dem jedoch der Zugang verwehrt bleibt. Am Abend befindet sich jedoch ohne sichtbare Spuren eines Einbruchs ein für ihn personalisiertes Headset des gleichen Typs in seiner Wohnung. |                     |                           |                          |                                                |                |                                            |
| 3 | Der Weltenzerstörer | Destroyer of Worlds       | 21. März 2024            | 21. März 2024                                  | Andrew Stanton | Alexander Woo                              |
| Auggie verlangt von Jack und Jin, nicht mehr mit den silbernen Headsets zu spielen, doch beide beruhigen sie nur, dass davon keine Gefahr für sie ausgeht. In der virtuellen Realität haben beide inzwischen das Geheimnis der Welt erkannt, nämlich deren nicht periodischen Orbit im Gravitationsfeld von drei Sonnen, welcher sich wegen des durch die Chaostheorie beschriebenen Dreikörperproblems nur unter hohem Rechenaufwand vorausberechnen lässt. Ein menschlicher Computer aus dreißig Millionen Soldaten der mongolischen Armee versucht dies durch über Schilder übermittelte binäre Signale, doch kurz darauf reißt das Gravitationsfeld der in einer Linie stehenden Sonnen alles von der Oberfläche. Jack und Jin erkennen die Notwendigkeit der Rettung der Bevölkerung statt der Welt und werden daraufhin zu einem geheimen Treffen mit Tatiana eingeladen. Diese offenbart die Wahrheit hinter dem von Mike Evans kontrollierten Spiel als Rekrutierung für deren Bewegung zur Hilfe der nach der Nachricht von Ye Wenjie mit einer interstellaren Raumflotte auf dem Weg zur Erde befindlichen Außerirdischen. Tatiana nennt diese San-Ti, da dies „drei Körper“ auf Hochchinesisch (Mandarin) bedeutet. Jin ist interessiert, aber Jack verlässt das Treffen erzürnt, weshalb ihn Tatiana später in seiner Wohnung aufsucht und ermordet. Dabei taucht sie erneut auf keiner Überwachungsaufnahme auf und selbst Da Shi sieht nichts, obwohl er das Haus von Jack und den Raum, in dem dieser stirbt, zu dieser Zeit beobachtet. |                     |                           |                          |                                                |                |                                            |
| 4 | Unser Herr          | Our Lord                  | 21. März 2024            | 21. März 2024                                  | Minkie Spiro   | Madhuri Shekar                             |
| Im Jahr 1985 ist Ye Wenjie nach der Beendigung des Projekts „Rotes Ufer“ als Doktorandin an der University of Oxford. Mike Evans, welchem sie von ihrem Hilferuf an die San-Ti erzählte, hat inzwischen das Ölimperium seines Vaters geerbt und eine fünfte Kolonne auf dem Ölfrachter Judgment Day gegründet, mit dessen Radioantenne aufgrund der vier Lichtjahre betragenden Entfernung eine um acht Jahre verzögerte Kommunikation mit den San-Ti möglich ist. Im Jahr 2024 spricht Mike Evans inzwischen über Mikrofon und Lautsprecher verzögerungsfrei mit den San-Ti und nutzt diesen neuen Zustand, um den San-Ti, die er als „Herr“ (i. S. v. „Lord“, also vergleichbar zu einem Gott) anspricht, ein intensiveres Studium der Menschheit zu ermöglichen. Dabei stößt das Märchen Rotkäppchen auf deren völliges Unverständnis, da ihnen aufgrund offener Kommunikation ihrer Gedanken weder das Konzept einer individuellen Wahrnehmung wie etwa von Angst oder das Konzept einer Lüge oder eines Betrugs bekannt ist. Während der Erklärung von Mike Evans gelangen die San-Ti zur Erkenntnis, dass sie dadurch ihren Verbündeten nicht mehr vertrauen können und gelangen zudem zu einer Furcht vor der gesamten Menschheit. Sie deklarieren das Ende ihrer ursprünglichen Pläne einer Koexistenz und beenden sofort sämtliche Kommunikation. Thomas Wade und Da Shi erkennen die Anzeichen, dass die fünfte Kolonne der San-Ti nicht mehr von diesen unterstützt wird und lassen Jin eine ihrer Zusammenkünfte mit Ye Wenjie infiltrieren. Diese offenbart die Ankunft der San-Ti in vierhundert Jahren. Spezialkräfte unter Leitung von Da Shi überfallen die Versammlung, wobei Tatiana ins Bein geschossen wird und dadurch an der Ermordung Jins gehindert wird. Ye Wenjie wird verhaftet, ist aber weiterhin der Überzeugung, es sei alles Teil des Plans ihres Herrn. Will Downing erfährt, dass Jack Rooney ihm die Hälfte seines beträchtlichen Vermögens hinterlassen hat. |                     |                           |                          |                                                |                |                                            |
| 5 | Das Schiff          | Judgment Day              | 21. März 2024            | 21. März 2024                                  | Minkie Spiro   | David Benioff & D. B. Weiss                |
| Da Shi befragt Ye Wenjie, welche glaubt, inzwischen nutzlos für die San-Ti geworden zu sein, da diese ihre Verhaftung geschehen ließen, und auch nichts über die San-Ti zu wissen, was diese die Menschheit nicht sowieso wissen lassen wollen. Da Shi findet heraus, dass die Judgment Day demnächst den Panama-Kanal passieren wird. Thomas Wade beauftragt Raj Varma und Auggie Salazar mit einem Projekt, um die von Evans aufgezeichneten Daten über die San-Ti vor Zerstörung zu retten, die bei einem direkten Angriff auf das Schiff von der Besatzung zerstört würden. Sein Plan ist eine Reihe von Nanofasern über den Panama-Kanal zu spannen, welche das gesamte Schiff in Schichten zerschneiden und damit die gesamte Besatzung schnellstmöglich auslöscht. Die Durchführung des Plans führt zu einem brutalen und blutigen Massaker, bei dem alle Personen inklusive vieler Kinder getötet werden. Mike Evans versucht noch, den Datenträger in Sicherheit zu bringen, wird jedoch während einer letzten Entschuldigung an seinen Herrn ebenfalls getötet. Thomas Wade findet den Datenträger unter seiner Leiche, während Auggie Salazar einen abgeschnittenen Kinderfuß findet. Nach Entschlüsselung der Daten darf Ye Wenjie das letzte Gespräch zwischen Mike Evans und den San-Ti hören und erkennt schockiert, dass ihr ursprünglicher Plan zur Umgestaltung der Menschheit gescheitert ist. Jin Cheng hilft Thomas Wade mit einem auf dem Datenträger enthaltenen Programm, welches ihnen in der virtuellen Realität offenbart wird. Da die Entwicklung der Menschheit exponentiell und die der San-Ti linear abläuft, wäre deren Raumflotte nach Ankunft in vierhundert Jahren längst unterlegen. Daher war die Blockade der Wissenschaft das oberste Ziel der San-Ti. Realisiert wurde dies durch die Auffaltung der kompaktifizierten Extradimensionen von Protonen und deren Umbau in Sophonen. Diese extrem leistungsfähigen Supercomputer können Experimente in Teilchenbeschleunigern manipulieren, falsche Bilder auf einer Netzhaut erzeugen und die ganze Welt ausspionieren. Schockiert sehen Thomas Wade und Jin Cheng sich dabei selbst im ansonsten leeren Raum sitzen. In einer Demonstration von Überlegenheit und Verachtung der San-Ti entfaltet sich ein Sophon um die ganze Erde und auf allen Bildschirmen erscheint deren Botschaft „Ihr seid Ungeziefer!“. |                     |                           |                          |                                                |                |                                            |
| 6 | Sternenkauf         | The Stars Our Destination | 21. März 2024            | 21. März 2024                                  | Minkie Spiro   | Alexander Woo                              |
| Nachdem die Ankunft der San-Ti überall auf der Welt bekannt wird, bricht in der Bevölkerung panisches Chaos aus und die Vereinten Nationen (UN) gründen den Planetaren Verteidigungsrat (PDC). Dieser zieht sich in die abgelegene Wychwood Manor zurück, wo Thomas Wade unter anderem mit Jin Cheng an einem Verteidigungsplan arbeitet. Thomas Wade will eine Raumsonde zu den San-Ti schicken, doch diese müsste mit mindestens 1 % der Lichtgeschwindigkeit unterwegs sein. Jin Cheng schlägt einen nuklearen Pulsantrieb vor, bei dem die Strahlung von Nuklearwaffen ein Strahlungssegel an der Raumsonde antreiben soll. Aufgrund der Ähnlichkeit mit Treppenstufen wird das Projekt als Treppenplan bekannt. Jin Cheng erklärt Thomas Wade gegenüber ihre Besorgnis, dass die relative Geschwindigkeit bei Begegnung nur wenige Nanosekunden zur Beobachtung lassen wird und eine Zerstörung der Raumsonde aufgrund der Spionage durch die Sophonen wahrscheinlich ist. Thomas Wade plant jedoch längst, einen lebenden Menschen als Spion zu ihnen zu schicken. Aufgrund des Sendens eines menschlichen Piloten würden die San-Ti die Raumsonde wohl abfangen. Auggie Salazar, deren Nanofasern für die Verbindung zwischen Raumsonde und Strahlungssegel notwendig wären, weigert sich zunächst nach den Ereignissen am Panama-Kanal und stimmt dann doch zu. Da Shi erfährt von Ye Wenjie, dass ihre Tochter Vera Ye ihre Verschwörung mit den San-Ti entdeckte und dies zu ihrem Suizid führte. Nach ihrer Entlassung lässt Da Shi sie beschatten. Will Downing, welcher nach einer Krebsdiagnose nicht mehr lange zu leben hat, will Jin Cheng endlich seine Liebe gestehen und nutzt das neue Projekt The Stars Our Destination der Vereinten Nationen (UN), das zur Sammlung von Geld für die Verteidigung gegen die San-Ti dient, um mit dem hinterlassenen Geld von Jack Rooney einen Stern für sie zu kaufen. |                     |                           |                          |                                                |                |                                            |
| 7 | Das Projekt         | Only Advance              | 21. März 2024            | 21. März 2024                                  | Jeremy Podeswa | David Benioff & D. B. Weiss                |
| Jin Cheng bekommt die Besitzurkunde für den Stern DX3906 von Will Downing anonym zugeschickt. Bei einem Besuch gesteht dieser ihr endlich seine Liebe und meldet sich freiwillig für den Treppenplan. Da nicht genug Nuklearwaffen zur Verfügung stehen, reduzierte sich die mögliche Masse der Raumsonde auf zwei Kilogramm, weshalb Thomas Wade nun nur das tiefgefrorene Gehirn eines ohnehin todgeweihten Kandidaten zu den San-Ti schicken will. Inzwischen hat der Planetare Verteidigungsrat (PDC) den Kryoschlaf entwickelt, mit dem Thomas Wade sich bis zur Ankunft der San-Ti einfrieren will. Will Downing verweigert einen Treueschwur auf die Menschheit, wonach auch Thomas Wade ihn für den richtigen Kandidaten hält. Bei den Überlegungen dazu, dass in einem Gehirn alles über einen Menschen enthalten ist, kommt Thomas Wade darauf, dass Gedanken den Sophonen trotzdem verborgen bleiben und telefoniert daraufhin mit der Generalsekretärin Lillian Joseph. Will Downing führt vor seiner selbstgewählten Euthanasie ein letztes Gespräch mit Saul Durand. Thomas Wade erzählt Jin Cheng, dass Will Downing ihr den Stern DX3906 gekauft hat, doch als sie im Krankenhaus eintrifft, ist sein Gehirn längst entnommen worden. Ye Wenjie plant, nach China zu fliegen, erzählt Saul Durand jedoch vorher einen seltsamen Witz über Albert Einstein, den sie mit kryptischen Bemerkungen begleitet. Sie reist danach zurück nach Beijing und weiter zur Basis „Rotes Ufer“ und tritt dort in Suizidabsicht an eine Klippe heran, als Tatiana eintrifft. Ye Wenjie errät korrekt, dass Tatiana von den San-Ti den Befehl zu ihrer Ermordung bekommen hat. Ye Wenjie ist überglücklich, nicht vergessen worden zu sein, und Tatiana erfüllt Wenjies Wunsch nach gemeinsamer Beobachtung eines letzten Sonnenuntergangs. |                     |                           |                          |                                                |                |                                            |
| 8 | Wallfacer           | Wallfacer                 | 21. März 2024            | 21. März 2024                                  | Jeremy Podeswa | David Benioff & D. B. Weiss                |
| Saul Durand entgeht nur durch Zufall einem Mordversuch. Da Shi erklärt ihm später, dass alle Indizien darauf hindeuten, dass die San-Ti dafür verantwortlich sind. Mit einer kugelsicheren Weste wird Saul Durand später zu den Vereinten Nationen eskortiert, wo Generalsekretärin Lillian Joseph den Beginn der Operation Wandschauer verkündet. Da die Sophonen keine Gedanken lesen können, sollen die Wandschauer geheime Verteidigungspläne entwickeln und dirigieren, dürfen aber niemandem ihre wahren Absichten erklären und müssen keine Rechenschaft über ihre Handlungen ablegen, die alle als Teil ihres Plans gesehen werden. Ihnen werden dafür enorme Geldmittel und weitreichende Macht zur Verfügung gestellt. Generalsekretärin Lillian Joseph ernennt daraufhin den chinesischen Militärstrategen und General Hou Bolin, die kurdische Professorin und Freiheitskämpferin Leyla Ariç und – unerwartet für alle Anwesenden, insbesondere für ihn selbst – Saul Durand zu Wandschauern. Saul Durand lehnt den Status eines Wandschauers daraufhin mehrmals ab, wird aber stets nur mysteriös angelächelt, als ob die Ablehnung Teil seiner Aufgabe sei. Generalsekretärin Lillian Joseph erklärt ihm, dass sein Status als Wandschauer nur davon kommt, dass die San-Ti ihn unbedingt tot sehen wollen. Vor dem Hauptquartier der Vereinten Nationen (UN) kommt es zu einem Attentat mit Schusswaffe, das Saul Durand jedoch dank seiner kugelsicheren Weste überlebt. Bei einem Gespräch mit dem Attentäter dämmert ihm endlich die Bedeutung seiner neuen Rolle. Thomas Wade, Da Shi, Jin Cheng und Raj Varma fliegen nach Cape Canaveral, um die Durchführung des Treppenplans zu begleiten. Das gefrorene Gehirn von Will Downing wird ins Weltall geschossen, doch aufgrund einer gerissenen Befestigung einer der Nanofasern nach einigen Detonationen rollt sich das Strahlungssegel ein. Dadurch kommt die Raumsonde vom Kurs ab und wird nicht mehr die Flugbahn der San-Ti kreuzen. Diese nehmen danach direkten Kontakt mit Thomas Wade auf und teilen ihm mit, noch wichtig für ihre weiteren Pläne werden zu können und dass sie ihm bis zu seinem Tode Halluzinationen mithilfe der Sophonen aufzwingen werden. Da Shi bringt Jin Cheng und Saul Durand zu einem Schwarm von Zikaden und zollt den Insekten seinen Respekt. Ähnlich wie die Menschheit mit all ihren Pestiziden das Ungeziefer einfach nicht auslöschen konnte, soll auch der Kampf der Menschheit gegen die San-Ti nicht aussichtslos sein. Da Shi will sofort zurück an die Arbeit gehen. |                     |                           |                          |                                                |                |                                            |

## Kritik
„Auch wenn man diese hohen Kosten nicht immer nachvollziehen kann, bekommt man doch immer wieder aufregende Schauwerte geboten, die die interessante, aber gelegentlich ein wenig trockene Erzählung durchbrechen. […] Intelligent, aber nie kompliziert hat ‚3 Body Problem‘ durchaus das Zeug dazu, Science-Fiction-Fans für sich zu begeistern.“

## Hintergründe

### Physik
Der Titel bezieht sich auf das sogenannte Dreikörperproblem aus der Astronomie.

### Übersetzung
Die Bezeichnung „San-Ti“ für die Außerirdischen in der Serie leitet sich von der Bezeichnung 三体人 (Pinyin sāntǐrén, „Drei-Körper-Wesen“) aus der chinesischen Originalfassung der Romane ab. In den deutschen Übersetzungen der Romane werden die Außerirdischen dagegen als „Trisolarier“ (und in den englischen als „Trisolarans“) bezeichnet.